# Апалто (Арецо)
Апалто је насеље у Италији у округу Арецо, региону Тоскана.
Према процени из 2011. у насељу је живело 139 становника. Насеље се налази на надморској висини од 284 м.